# Panphagia
Panphagia is een geslacht van dinosauriërs, behorend tot de groep van de Sauropodomorpha, dat tijdens het Trias leefde in het gebied van het huidige Argentinië.

## Vondst en naamgeving
De typesoort Panphagia protos werd in 2009 beschreven en benoemd door Ricardo Martínez, een paleontoloog van de Universidad Nacional de San Juan, en Oscar Alcober. De geslachtsnaam is afgeleid van het Klassiek Griekse pan, "alles", en phagein, "eten", een verwijzing naar de veronderstelde levenswijze als omnivoor ofwel alleseter. De soortaanduiding is het Klassiek Griekse protos, "eerste", een verwijzing naar de basale positie in de Sauropodomorpha.

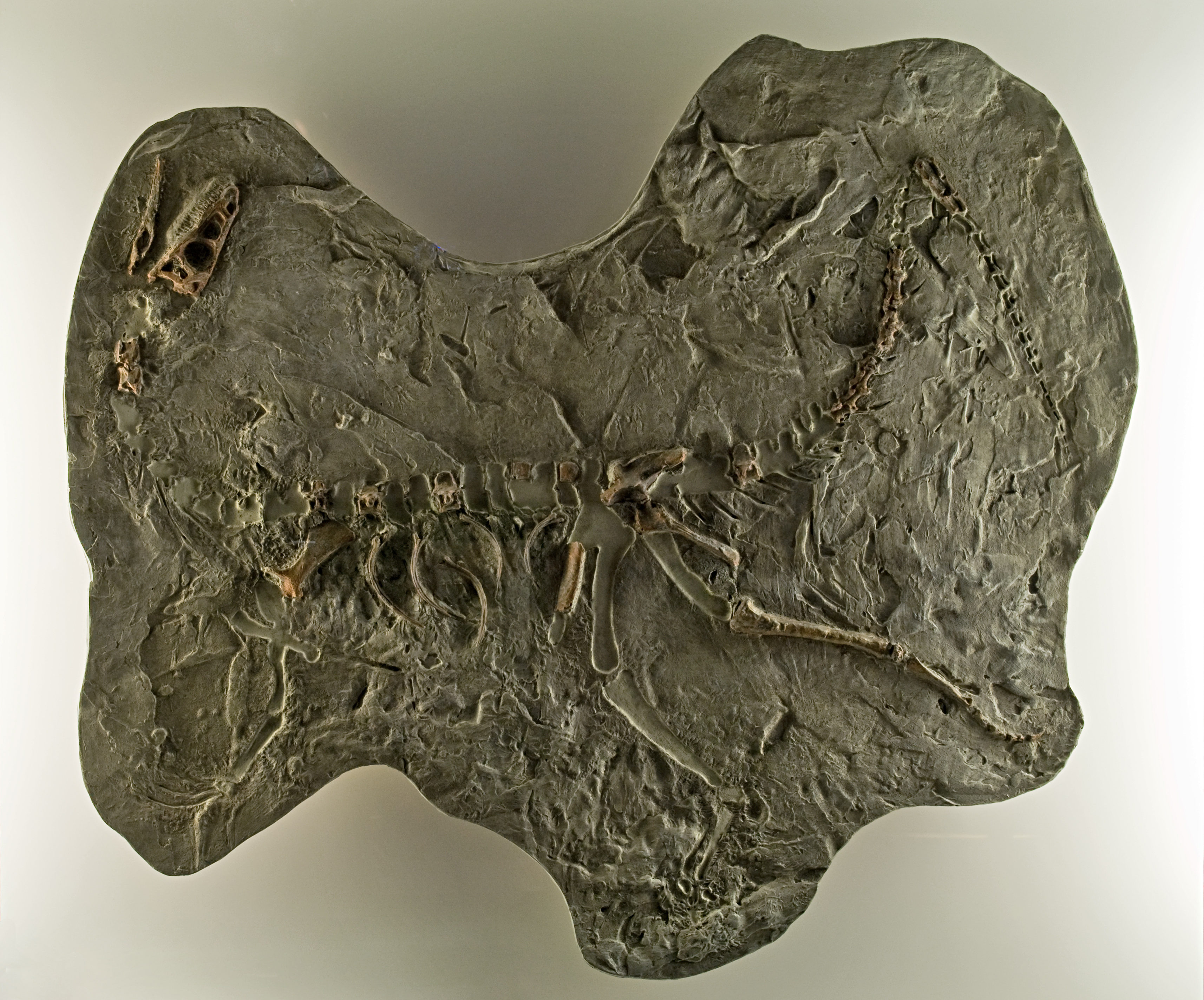
Een afgietsel van het holotype

Het fossiel, holotype PVSJ 874, werd eind 2006 ontdekt door Martínez persoonlijk en bestaat uit een gedeeltelijk skelet, ongeveer 45% compleet, waaronder delen van de schedel en de onderkaken, drie nekwervels, (delen van) zes ruggenwervels, achttien staartwervels, een linkerschouderblad, de linkerhelft van het bekken, een rechterscheenbeen en -sprongbeen, een rechter- en linkermiddenvoetsbeen en vier teenkoten van onbestemde positie. Het skelet is van een nog onvolgroeid dier met een lengte van ongeveer 130 centimeter en een heuphoogte van dertig centimeter. De resten werden grotendeels los (afgezien van de staart), maar bij elkaar, aangetroffen op een vindplaats met een oppervlakte van een vierkante meter, gelegen in de Valle Pintado, in het Ischigualasto Provinciaal Park, in de provincie San Juan. De aardlaag behoort tot de Ischigualastoformatie, uit het Onder-Carnien, 228,3 miljoen jaar oud. Panphagia is daarmee een van de oudste bekende dinosauriërs. Het fossiel bevindt zich in de verzameling van het Museo de Ciencias Naturales de San Juan waarvan Alcober de directeur is. De opgraving werd betaald door een Japanse tv-zender, TV Tokio, die gehoopt had op een soort die meer de grootte van Argentinosaurus zou benaderen en slechts met moeite overtuigd kon worden van de grote wetenschappelijke waarde van deze vondst..

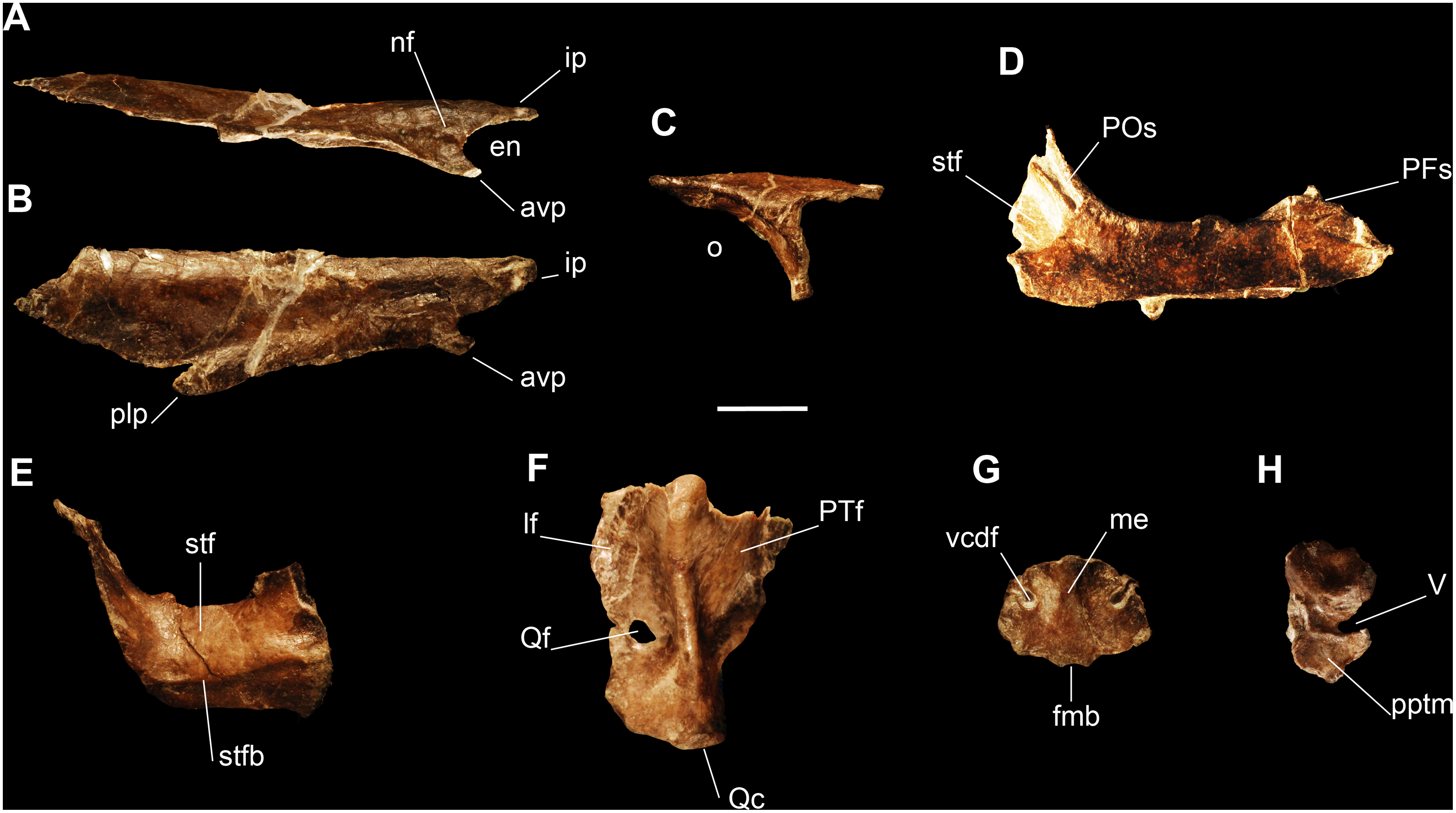
Schedeldelen van het holotype

## Beschrijving
Het holotype heeft een door de beschrijvers geschatte lengte van ongeveer 130 centimeter maar de volwassen lengte is onzeker.
De beschrijvers wisten een aantal onderscheidende kenmerken vast te stellen. De voorste onderste tak van het neusbeen heeft een horizontaal langwerpige groeve op de basis. Het quadratum heeft een brede beenplaat aan de buitenzijde doorboord door een groot foramen dat ver van de schacht ligt. De onderkaak heeft op de buitenzijde een diepe horizontale groeve, omgrensd door hoog opstaande richels erboven en eronder, lopend van de positie van de negende tand tot aan het foramen surangulare. De onderste achterste tak van het dentarium splitst zich in twee kleinere takken die de buitenzijde van het angulare overlappen. Het articulare draagt achteraan een lang retroarticulaire uitsteeksel dat overdwars breder is dan het onderste kaakgewricht. De halswervels hebben op hun zijden ovale verruwingen bij de achterranden van hun wervellichamen. De voorste halswervels hebben opvallende uitstulpingen op hun wervelbogen schuin achter en boven hun zijuitsteeksels. Het bovenste uiteinde van het schouderblad is driemaal breder dan de nek of insnoering ervan. Het schouderblad heeft een verbrede onderhoek van het bovenste uiteinde, welke verbreding echter beperkt wordt door een wigvormig afgeschuinde bovenste/achterste rand. Bij het darmbeen is de binnenwand van de uitholling in de onderrand die dient voor de aanhechting van de Musculus caudofemoralis brevis tweemaal breder overdwars uitgedijd dan de buitenwand.

## Fylogenie

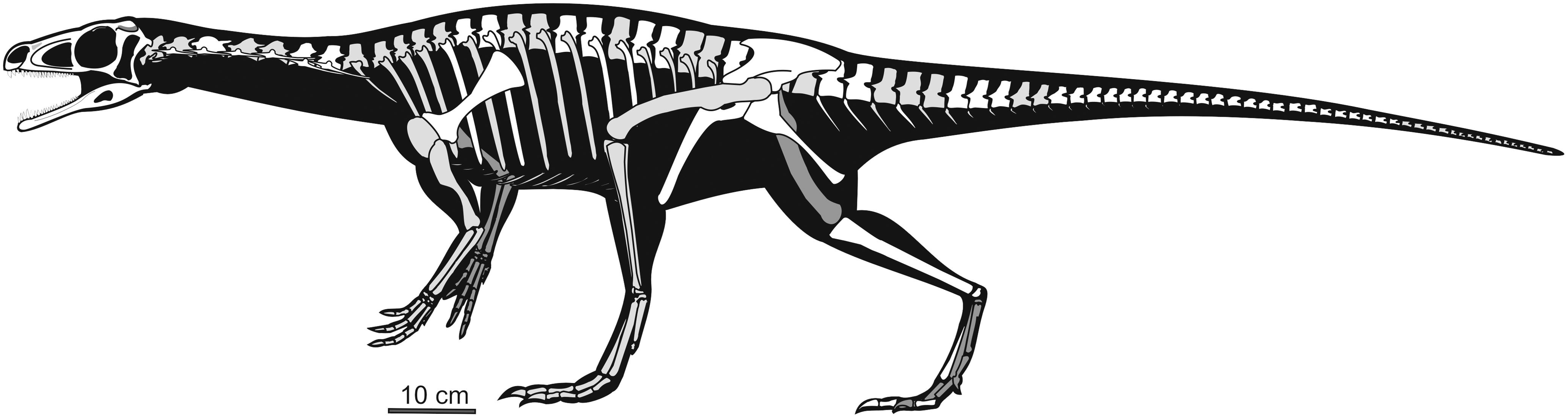
Panphagia. De grijs geschaduwde onderdelen ontbreken in het fossiel

Volgens een eerste cladistische analyse is Panphagia de meest basale bekende sauropodomorf, nog eerder afgesplitst dan Saturnalia, en dus van groot belang voor ons begrip van de evolutie van die groep.
Een mogelijke stamboom is de volgende:
|  | Herrerasaurus  |
|  |                |
|  | Staurikosaurus |
|  |                |

|  | Panphagia                                                                     |
|  |                                                                               |
|  | \| \| Saturnalia \| \| \| \| \| \| Meer afgeleide Sauropodomorpha \| \| \| \| |
|  |                                                                               |
|  | Saturnalia                                                                    |
|  |                                                                               |
|  | Meer afgeleide Sauropodomorpha                                                |
|  |                                                                               |

|  | Saturnalia                     |
|  |                                |
|  | Meer afgeleide Sauropodomorpha |
|  |                                |

|  | Panphagia                                                                     |
|  |                                                                               |
|  | \| \| Saturnalia \| \| \| \| \| \| Meer afgeleide Sauropodomorpha \| \| \| \| |
|  |                                                                               |
|  | Saturnalia                                                                    |
|  |                                                                               |
|  | Meer afgeleide Sauropodomorpha                                                |
|  |                                                                               |

|  | Saturnalia                     |
|  |                                |
|  | Meer afgeleide Sauropodomorpha |
|  |                                |

|  | Panphagia                                                                     |
|  |                                                                               |
|  | \| \| Saturnalia \| \| \| \| \| \| Meer afgeleide Sauropodomorpha \| \| \| \| |
|  |                                                                               |
|  | Saturnalia                                                                    |
|  |                                                                               |
|  | Meer afgeleide Sauropodomorpha                                                |
|  |                                                                               |

|  | Saturnalia                     |
|  |                                |
|  | Meer afgeleide Sauropodomorpha |
|  |                                |

|  | Panphagia                                                                     |
|  |                                                                               |
|  | \| \| Saturnalia \| \| \| \| \| \| Meer afgeleide Sauropodomorpha \| \| \| \| |
|  |                                                                               |
|  | Saturnalia                                                                    |
|  |                                                                               |
|  | Meer afgeleide Sauropodomorpha                                                |
|  |                                                                               |

|  | Saturnalia                     |
|  |                                |
|  | Meer afgeleide Sauropodomorpha |
|  |                                |

|  | Herrerasaurus  |
|  |                |
|  | Staurikosaurus |
|  |                |

|  | Panphagia                                                                     |
|  |                                                                               |
|  | \| \| Saturnalia \| \| \| \| \| \| Meer afgeleide Sauropodomorpha \| \| \| \| |
|  |                                                                               |
|  | Saturnalia                                                                    |
|  |                                                                               |
|  | Meer afgeleide Sauropodomorpha                                                |
|  |                                                                               |

|  | Saturnalia                     |
|  |                                |
|  | Meer afgeleide Sauropodomorpha |
|  |                                |

|  | Panphagia                                                                     |
|  |                                                                               |
|  | \| \| Saturnalia \| \| \| \| \| \| Meer afgeleide Sauropodomorpha \| \| \| \| |
|  |                                                                               |
|  | Saturnalia                                                                    |
|  |                                                                               |
|  | Meer afgeleide Sauropodomorpha                                                |
|  |                                                                               |

|  | Saturnalia                     |
|  |                                |
|  | Meer afgeleide Sauropodomorpha |
|  |                                |

|  | Panphagia                                                                     |
|  |                                                                               |
|  | \| \| Saturnalia \| \| \| \| \| \| Meer afgeleide Sauropodomorpha \| \| \| \| |
|  |                                                                               |
|  | Saturnalia                                                                    |
|  |                                                                               |
|  | Meer afgeleide Sauropodomorpha                                                |
|  |                                                                               |

|  | Saturnalia                     |
|  |                                |
|  | Meer afgeleide Sauropodomorpha |
|  |                                |

|  | Panphagia                                                                     |
|  |                                                                               |
|  | \| \| Saturnalia \| \| \| \| \| \| Meer afgeleide Sauropodomorpha \| \| \| \| |
|  |                                                                               |
|  | Saturnalia                                                                    |
|  |                                                                               |
|  | Meer afgeleide Sauropodomorpha                                                |
|  |                                                                               |

|  | Saturnalia                     |
|  |                                |
|  | Meer afgeleide Sauropodomorpha |
|  |                                |

Bepaalde overeenkomsten met Eoraptor wijzen er volgens de beschrijvers op dat deze laatste soort weleens een basale saurischiër zou kunnen zijn in plaats van een basale theropode zoals meestal de uitkomst is van analyses. De grote ouderdom van Panphagia wijst er nog eens op dat de dinosauriërs al in het Ladinien ontstaan moeten zijn.

## Levenswijze
De beschrijvers veronderstellen dat Panphagia een overgangsfase vertegenwoordigt van de vleesetende levenswijze van de basale saurischische voorouders van de sauropodomorfen naar de volledig plantenetende levenswijze van de meeste latere leden van die groep. Hij zou dus zowel een vlees- als planteneter geweest zijn en dus een alleseter. De bouw van het dier zou daar op wijzen: de nek is (ondanks een zekere verlenging van de nekwervels) nog vrij kort als van een roofsauriër en ook de schedel heeft daarvan nog de spitse vorm maar de onderkaken zijn zwakker en dragen tanden die meer bladvormig zijn, rechter en sterker gekarteld zoals bij de plantenetende basale sauropodomorfen. Saturnalia heeft overigens meer oorspronkelijke tanden. Ook de staart is relatief kort. Panphagia heeft dus nog de proporties van een roofsauriër maar al aanpassingen aan het eten van planten; voordat dit laatste duidelijk werd, beschouwden de onderzoekers hun vondst nog als een theropode.